# 天主教科拉蒂纳教区
天主教科拉蒂納教區（拉丁語：Dioecesis Colatinensis）是巴西一個羅馬天主教教區，屬維多利亞總教區。
教區成立於1999年4月23日，位於圣埃斯皮里图州中北部，2006年有教友411,226人（佔轄區總人口79.6%）、廿三個堂區、卅六名司鐸。現任教區主教為德西奧·贊多納德。